# Анас Бани Ясин
Анас Валид Халед Бани Ясин (араб. انس وليد خالد بني ياسين‎; род. 29 ноября 1988, Ирбид) — иорданский футболист, защитник. В настоящее время выступает за «Аль-Файсали».

## Карьера
Выступал как за иорданские клубы, так и за клубы из других стран арабского мира: Саудовской Аравии, Кувейта, ОАЭ.
За сборную Иордании выступает с 2008 года. Сыграл более 100 матчей и забил несколько голов. 3 марта 2010 года забил победный мяч в ворота Сингапура и тем самым вывел свою сборную на кубок Азии 2011.
В 2019 году включён в состав сборной на кубок Азии в ОАЭ. Забил первый гол своей команды на турнире в ворота сборной Австралии 6 января.